# 何毅淦
何毅淦（英語：Stanley Ho Ngai-kam），是香港建制派政治人物，亦是香港工聯會黨員，現任香港東區區議會柴灣選區議員，2011年至2019年間為東區區議會（杏花邨）選區議員，至2019年香港區議會選舉民主派支持的黃宜擊敗。

## 從政

### 2015年香港區議會選舉
2015年香港區議會選舉，何毅淦面對兩名獨立人士周詠儀及楊偉康的挑戰。選舉期間，周詠儀批評何毅淦在未有諮詢居民的情況下便和議支持人大831框架，盲目跟隨政黨的決定，並非向選民負責任。最終何毅淦以58%選票成功連任。

### 2019年香港區議會選舉
2019年香港區議會選舉提名期間，何毅淦起初未申報政治聯繫，被傳媒揭發後回應是漏報資料。民主派則派出黃宜挑戰何毅淦，最終黃宜擊敗何毅淦。

### 2020年香港立法會選舉
就2020年香港立法會選舉安排，工聯會於2月為兩個勞工界功能界別議席進行初選，其中何毅淦、陳穎欣、姚國威、梁子穎等均有報名。工聯會最終派出理事長黃國以及梁子穎角逐勞工界議席，何毅淦則位列於香港島名單第二位。

## 資料來源
1. ↑  . 香港獨立媒體網. 2015-11-14  [2020-08-09]. （原始内容存档于2019-10-08）.
2. ↑  唐健豐. . 香港01. 2019-10-17  [2020-08-09]. （原始内容存档于2020-12-10）.
3. ↑  陳嘉洛. . 香港01. 2020-02-11  [2020-08-09]. （原始内容存档于2021-12-19）.
4. ↑  潘希橋. . 香港01. 2020-07-18  [2020-08-09]. （原始内容存档于2020-12-10）.